# Colleen Kay Hutchins
Colleen Kay Hutchins (Arcadia (California), 23 de mayo de 1926 – Newport Beach, 24 de marzo de 2010) fue una actriz y modelo de belleza estadounidense, ganadora de Miss America de 1952.

## Biografía
Hutchins nació en Arcadia (California). Su hermano, Mel Hutchins fue jugador de baloncesto y jugó en Milwaukee Hawks, Fort Wayne Pistons y los New York Knicks.
Hutchins ganó el premio de belleza en la Universidad Brigham Young en 1947. En septiembre de 1951, ganó el certamen de Miss America en 1952, la primera Miss Utah que consiguió el premio.

## Vida personal
Hutchins conocería a su futuro marido Ernie Vandeweghe en un partido de los New York Knicks en el Madison Square Garden después de que un amigo mútuo los presentara. La pareja se casó en mayo de 1953, y tuvieron cuatro hijos. En especial, destacaron su hijo Kiki, jugador de baloncesto y ejecutivo y su hija Tauna, una nadadora olímpica. Hutchins es también la abuela de la tenista profesional CoCo Vandeweghe, hija de Tauna.